# ليتو الثاني آتريديز
ليتو الثاني آتريديز (بالإنجليزية: Leto II Atreides؛ /ˈleɪtoʊ əˈtreɪɪdiːz/) هو شخصية خيالية من سلسلة عالم كثيب التي ألَّفها فرانك هربرت. ولد ليتو في نهاية مسيح كثيب (1969)، وهو شخصية محورية في ذرية كثيب (1976) وهو الشخصية الرئيسية في الإمبراطور الإله كثيب (1981). عادت الشخصية كغولا في تتمة برايان هربرت/كيفن ج. أندرسون والتي اختتمت السلسلة الأصلية، صيادو كثيب (2006) وديدان رمال كثيب (2007). يظهر ليتو أيضًا كطفل في بادئة رياح كثيب (2009).